# Travesseiro

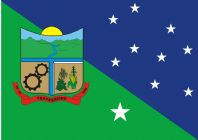
Bandera de la ciudad de Travesseiro, Rio Grande do Sul, Brasil.

Travesseiro es un municipio brasileño del estado de Rio Grande do Sul.
Se encuentra ubicado a una latitud de 29º17'39" Sur y una longitud de 52º03'19" Oeste, estando a una altitud de 86 metros sobre el nivel del mar. Su población estimada para el año 2004 era de 2.242 habitantes.
Ocupa una superficie de 95,376 km².
- Datos: Q1785809
- Multimedia: Travesseiro, Rio Grande do Sul / Q1785809